# 正木蒼二
正木 蒼二（まさき そうじ、本名：正木力、1973年1月11日 - ）は、日本の俳優。埼玉県大宮市出身。所属事務所はユーキース・エンタテインメント。血液型B型。

## 来歴・人物
1994年、メタルヒーローシリーズ『ブルースワット』のショウ役でデビューし、知名度を上げる。以後、数々のドラマや舞台にて活躍。
2003年、超星神シリーズ『超星神グランセイザー』で神谷豪 / セイザートラゴス役で出演。
2007年1月11日、34歳の誕生日を迎えた際に「真槻 蒼志（読みは同じ）」に改名したが、同年8月に現在の芸名に再度改名した。
特技はサッカー、スノーボード、ゴルフ、殺陣、バイク、シルバー製作。資格は普通自動車第一免許、大型二輪、乗馬5級。

## 出演

### テレビドラマ
- メタルヒーローシリーズ
  - ブルースワット（1994年 - 1995年） - 主演・ショウ 役
  - 重甲ビーファイター 第52・53話（1995年 - 1996年） - ショウ 役
- さすらい刑事旅情編VII 第20話（1994年 - 1995年） - ゲスト
- 木曜の怪談 秘密の仲間（1995年）
- 刑事追う! 第8話（1996年） - ゲスト
- 愛の劇場 WHO!?（1997年） - 大福吉生 役
- 真・女神転生デビルサマナー（1997年 - 1998年） - 葛葉キョウジ 役
- タクシードライバーの推理日誌（1998年・2001年）
- 燃えろ!!ロボコン 第6話（1999年 - 2000年） - 若竹成紀 役
- 幸福の明日（2000年）
- 変装婦警の事件簿変装婦警の事件簿2 豪華クルーザーお見合いパーティー連続殺人！七変化潜入捜査の主婦警官、危機一髪！（2001年）
- ウルトラマンコスモス 第33話（2001年 - 2002年） - ナガレ・ジュンヤ 役
- 子連れ狼 第1話（2002年） - ゲスト
- 超星神グランセイザー（2003年〜2004年） - 神谷豪 / セイザートラゴス 役
- 警部・柘植京介（2010年） - 公安部刑事 役
- 土曜時代劇 隠密八百八町 第7話（2011年2月19日） - 山脇伝七郎 役
- 土曜ドラマスペシャル「使命と魂のリミット（前編）」（2011年11月5日） - 岡部克彦 役
- 新春歴史スペシャル「知られざる幕末の志士 山田顕義物語」（2012年1月2日）
- 月曜ゴールデン『警視・深町征爾 狼は天使の匂い』（2012年1月30日） - 中田隆明 役
- 月曜ゴールデン『警視・深町征爾2 殺人者にラブソングを』（2013年7月8日） - 迫水竜次 役

### 映画
- ブルースワット キック・オフ! ニュー・ヒーロー（1994年） - ショウ 役 ※テレビシリーズの再編集版
- 東映ヒーロー大集合（1994年） - ショウの声
- 今日から俺は!!（1994年） - 片桐智司 役
- きけ、わだつみの声（1995年）
- 練鑑ブラザーズ ゲッタマネー!（2001年） - 元木浩二 役
- Rodeo Drive -ロデオドライブ（2003年） - マサキ 役
- 一生の？お願い（2005年） - 翔弥（松本雅史） 役
- Happy Birthday（2005年、NETCINEMA.TV） - 山岸鉄平 役
- Do you know what your daughter is doing?（2006年） - 金田武史 役
- キヲクドロボウ（2007年） - タロウ 役
- STRAIGHT TO HEAVEN 〜天国へまっしぐら〜（2008年） - 浩二 役
- 6月6日／EPISODE 6 The Dead Planet 死せる惑星（2013年） - テキーラ 役
- 昭和極道怪異聞ジンガイラ／仁我狗螺（2014年） - サジキ・ジントウ 役
- かくて女神は笑いき Chapter3「BAD GIRLS」（2014年）
- お元気ですか？（2016年）
- 探偵は、今夜も憂鬱な夢を見る。（2017年）

### オリジナルビデオ/ WEBオリジナル映画
- あやしい人妻 テレクラリポート（1996年）
- 首都高速トライアルMAX（1996年） - 式場達也 役
- 静かなるドン（1996年） - 赤間良介 役
- 今夜も絶好調!（1997年） - 神宮寺麻太郎 役
- 美蘭 ザ・リベンジャー（1997年）
- 東京ジゴロ とり憑かれた女たち（1998年）
- 浪花の雀刺1〜勝負（2000年）
- 浪花の雀刺2〜陰謀（2001年）
- 回転（2005年）
- 超星神グランセイザー スーパーバトルメモリー（2005年） - 神谷豪 役

### CM
- マクドナルド
- コカコーラ
- ラウンドワン
- 松竹梅
- JT

### 舞台
- 真夜中の羊たち
- 夏のしずく
- 再起動ロッケンロー（2003年）
- 再起動ロッケンロー2（2004年6月4日 - 6日）
- K.O.B ノックアウトブラザー（2004年8月4日 - 15日） - 戦美 役
- Monster-house（2005年）
- 多重人格探偵サイコ（2005年） - マナベ 役
- Console（2008年）

## 書籍

### 写真集
- 星座の勇者 - 超星神グランセイザー公式フォトアルバム（2004年5月、雑草社）ISBN 4-921040-05-2